# Stanislav Pavlovský
Stanislav II. Pavlovský z Pavlovic († 2. června 1598) byl v letech 1579 až 1598 biskupem olomouckým. Pocházel ze Slezska z Pštinského kraje (obec Pawłowice). V roce 1569 se stal kanovníkem v Olomouci, studoval na Collegiu Germanicu, kde získal doktorát kanonického práva. V roce 1573 se stal kanovníkem ve Vratislavi, v roce 1575 proboštem brněnské kapituly a v roce 1577 scholastikem olomoucké kapituly.

## Volba a travič Philopon
Stanislav II. Pavlovský byl zvolen biskupem olomouckým poté, co nadějnější kandidáti upustili od kandidatury v obavách o svůj život. Nový biskup si byl dobře vědom, že tři jeho předchůdci (stejně jako řada nadějných kandidátů) sešli jedem. Jelikož ale neměl důkazy, nechal podezřelé jedince (zejména pak Jana Philopona Dambrovského) pouze přemístit mimo biskupství. Byl si však dobře vědom toho, že takové řešení je neuspokojivé, neboť se o travičství otevřeně mluvilo i daleko za hranicemi diecéze a císař, nuncius a někteří šlechtici (zejména mocní Rožmberkové, neboť jeden z otrávených biskupů byl syn jejich kancléře) projevovali zájem o celou aféru. V roce 1585 bylo nakonec zakročeno proti zmíněnému Philoponovi, který se před církevním soudem v roce 1586 přiznal mimo jiné k otrávení 4 biskupů a byl po určité době věznění sťat.

## Nelehká doba
Málokterý biskup v dějinách olomoucké diecéze měl pozici tak obtížnou jako právě Stanislav Pavlovský při nástupu do své funkce. Stav, v jakém pak zanechal svůj úřad svému nástupci, je dostatečným svědectvím jeho neobyčejných schopností. Olomoucké biskupství bylo tradičním nositelem výrazné světské moci na Moravě. Metropolita byl přímý leník českého krále a nezřídka kdy i nositel dalších titulů, včetně titulu knížete, což jej formálně povyšovalo nad ostatní aristokracii v zemi. Neklidné časy reformace však tuto situaci hodně změnily. Šlechtická obec Moravy byla převážně evangelická a právě jí příslušely nejvýznamnější posty na Moravském zemském sněmu a soudu. Ostatně ani situace v katolické církvi nebyla nejpřátelštější, o čemž se Pavlovský přesvědčil i uvnitř olomoucké kapituly. Tridentské reformy měly vrátit římské církvi důvěryhodnost, důstojnost, ale také ztracené pozice dřívějšího vlivu. Pavlovský se stal horlivým stoupencem a prosazovatelem pravidel "obrozené" církve. Tím se zvyšoval počet jeho střetů se sebevědomými moravskými stavy.

## Politik a diplomat

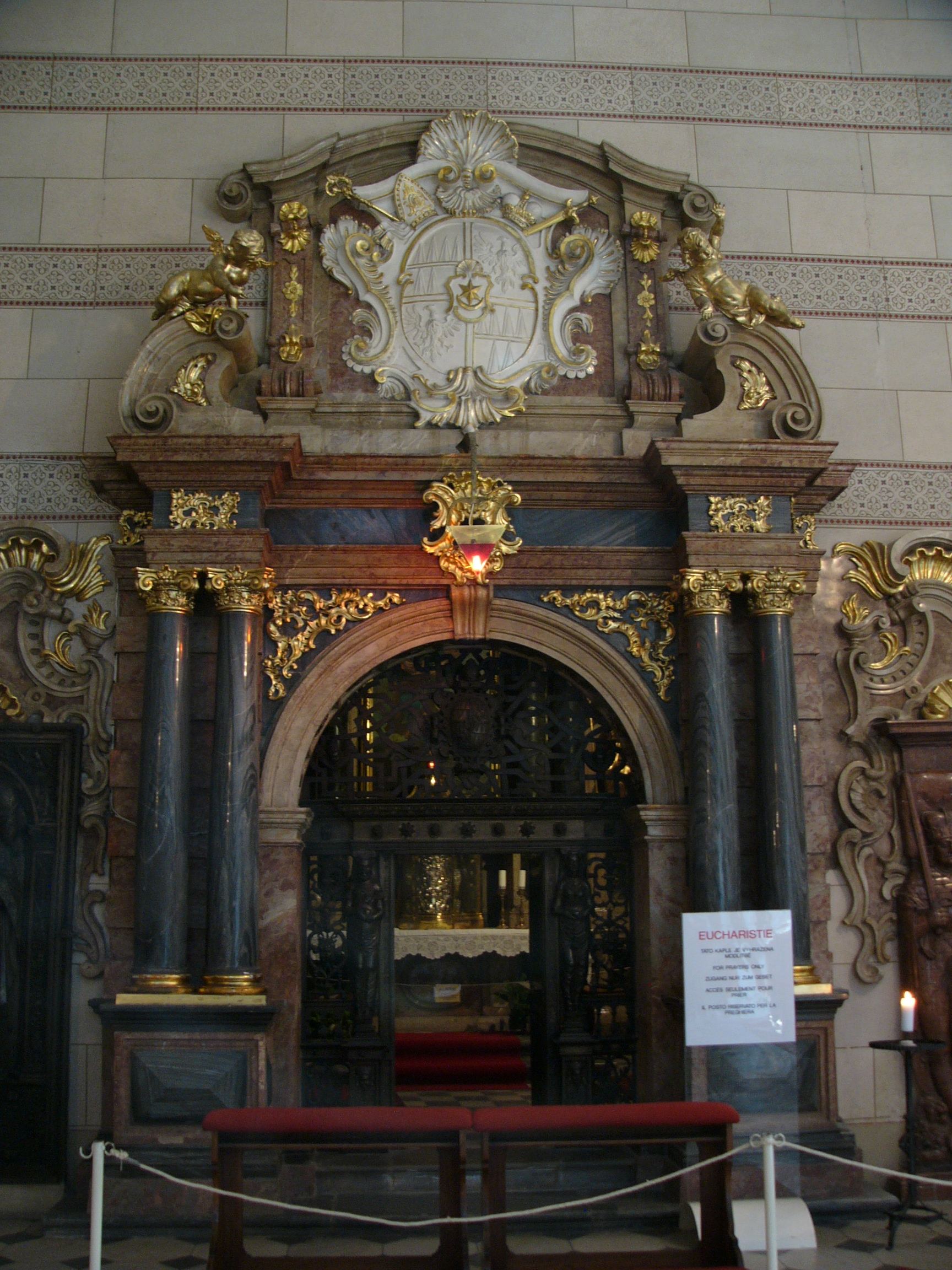
Erb Stanislava Pavlovského nad portálem kaple sv. Stanislava v katedrále sv. Václava.

Stanislav Pavlovský by jen stěží mohl pomýšlet na politický úspěch bez významných spojenců. Využil vazby na pražský císařský dvůr a nejrůznějšími projevy náklonnosti na svoji stranu získal Vratislava z Pernštejna (původně z moravské stavovské obce, dobře znalý poměrů v zemi) a Viléma z Rožmberka. Jednalo se o nejvyššího kancléře respektive nejvyššího purkrabího v Českém království, kteří byli samozřejmě katolíky. Pavlovského "štědrost" k těmto pánům nezůstala oslyšena a tím měl cestu za svým cílem výrazně usnadněnou. Po smrti Vratislava z Pernštejna pak podporoval ctižádost Lobkoviců. Nutno podotknout, že Pavlovskému nečinilo problém měnit spojence, popřípadě i jít proti nim. Svým pojetím byl pragmatik a vždy nadřazoval zájem diecéze takřka všemu ostatnímu.

Jablkem sváru na Moravě se brzy stala Pavlovským prosazovaná neomezená autorita metropolity. Tu samozřejmě zemská šlechta neuznávala, obraceje se na justiční pravomoc Moravského zemského soudu. Konfliktů přibývalo i v samotné Olomouci. Měšťané odmítali zásahy do veřejného i soukromého života. I tady potřeboval biskup "věrného" spojence, kterým se stala hojně dotovaná jezuitská kolej. Tady se ale sluší poznamenat, že si Pavlovský uvědomoval zaostalost katolické pedagogiky, která zřetelně pokulhávala za vyspělejší protestantskou, a tento handicap se snažil odstranit právě podporou Tovaryšstva Ježíšova.

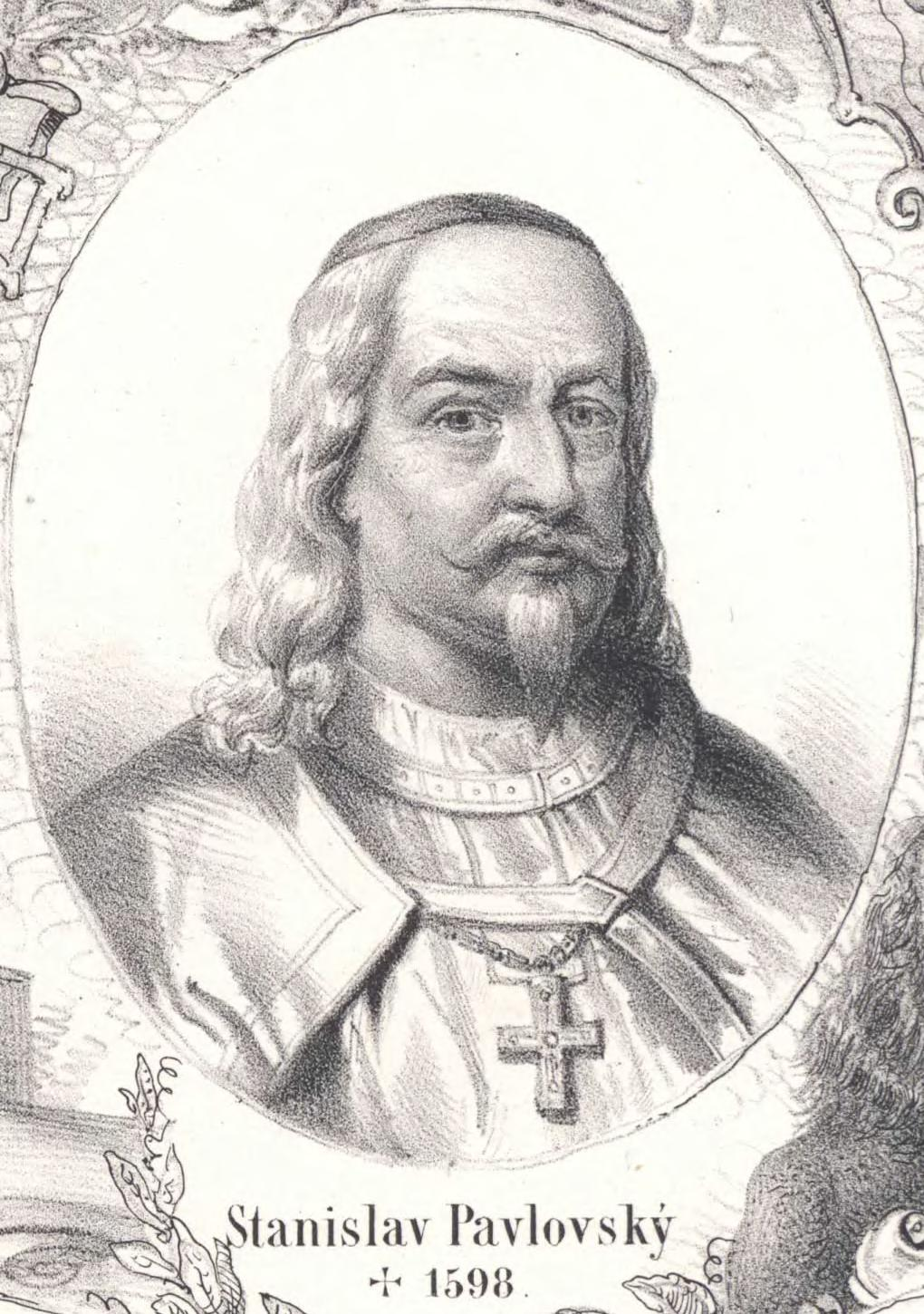
Podobizna Stanislava Pavlovského v albu J. R. M. Přecechtěla z roku 1861

Mnoho "darů" a prozřetelných skutků moravského metropolity směřovalo k jednomu cíli; stvrzení knížecího titulu a privilegií s tímto titulem spojených. Pro svůj slezský původ a horlivost k službě svému lennímu pánu, císaři Rudolfu II., byl Pavlovský pověřen několika diplomatickými cestami do Polska. Císař spoléhal na jeho znalost jazyka a prostředí a doufal, že dokáže Habsburkům v tomto státě získat sympatie, popřípadě i prosadit jejich zájmy. Po smrti polského krále Štěpána Báthoryho 12. prosince 1586 se biskup Pavlovský v roce 1587 účastnil diplomatické cesty na Varšavský sněm, aby získal podporu pro některého z habsburských kandidátů. Těmi byli arcivévoda Arnošt (ten pak z kandidatury odstoupil) a mladší arcivévoda Maxmilián. Tomu sice byla část polské šlechty nakloněna, ale stejně velkou podporu měl také synovec Štěpána Báthoryho, syn švédského krále Zikmund III. Vasa. Samotné volbě krále předcházela intenzivní diplomatická jednání, ale nakonec byli zvoleni oba kandidáti. Oba se rozhodli svá práva prosadit silou a vyrazili směrem na Krakov, přičemž ten se dostal do rukou polského kancléře Jana Zamojského, spojence Zikmunda III. Ten dokázal přes obležení arcivévodou Maxmiliánem Krakov udržet a odrazit útoky. Arcivévoda Maxmilián pak byl nucen ustupovat, až došlo k bitvě u Byczyny, po níž byl arcivévoda Maxmilián zajat a dva roky vězněn; králem byl v Krakově zvolen Zikmund III. Vasa. V tomto dobrodružství sehrál Stanislav Pavlovský nešťastnou roli. Nedokázal dostatečně odhadnout reálný stav věcí a antipatii Poláků vůči Habsburkům a zarputile trval na Maxmiliánově právoplatném zvolení, i podporoval neslavnou vojenskou intervenci. V rámci této cesty navštívil biskup Pavlovský mimo jiné na konci srpna 1587 také klášter v Čenstochové. Do Polska se Pavlovský vrátil ještě v devadesátých letech, aby stvrdil mírové soužití Polsko-litevské unie s rakouskou monarchií a zároveň pocítil, že je v této zemi nevítanou personou. Jeho diplomatické "úspěchy" výstižně shrnul Adam II. z Hradce, který o tom napsal: „Tak mnoho zjednal, jakoby doma seděl ...“ Vzhledem k tomu, že jde o projev Pavlovského spojence, lze si učinit představu jak bylo na jeho zahraniční cesty nahlíženo.
Roku 1588 dosáhl Stanislav Pavlovský polepšení biskupského znaku i stvrzení knížecího titulu pro olomoucké biskupy. Navázaná spojenectví i služby císaři přinesly své ovoce a Pavlovskému značně usnadnily situaci, zejména co se týče postavení mezi moravskými stavy. V roce 1591 zorganizoval Pavlovský olomouckou diecézní synodu (zatím poslední v historii), kde byla duchovenstvem formálně přijata usnesení tridentského koncilu.
Zemřel 2. června 1598 a byl pohřben v rodinné hrobce vybudované na jeho pokyn pod kaplí sv. Stanislava v olomoucké katedrále sv. Václava.

## Vývoj biskupského znaku Stanislava Pavlovského

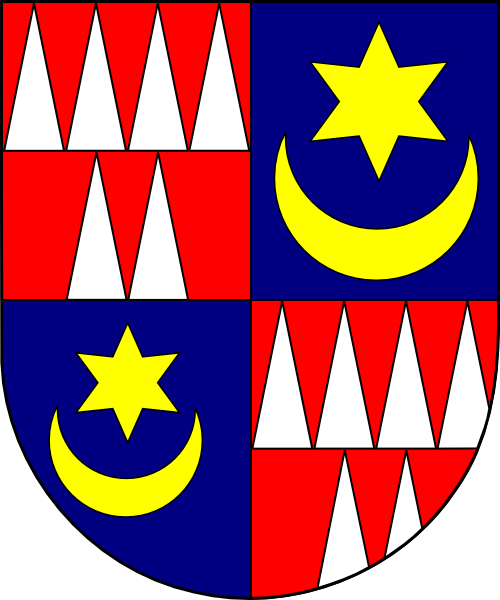
Pavlovského biskupský znak před polepšením v roce 1588
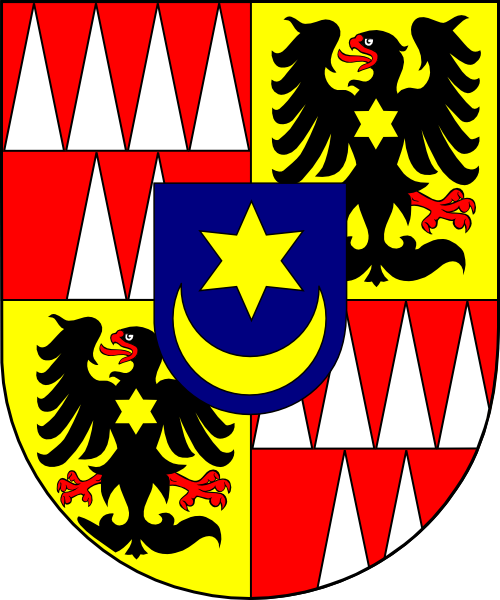
Pavlovského biskupský znak po polepšení v roce 1588

## Osobní vlastnosti
Není pochyb o tom, že Stanislav Pavlovský byl mužem neobyčejných schopností, nadání i inteligence. Jeho původ ze sice starobylého, ale nepříliš majetného rodu mu zdaleka nedával vyhlídky na dráhu, která mu nakonec byla přisouzena. Je zřejmé, že právě výjimečný intelekt upoutal pozornost již v jeho mládí a vysloužil mu několik doporučení na významných místech. Neobvyklá činorodost mu pak přinášela přirozenou autoritu. I když se jednalo o ryzího pragmatika, můžeme u něj zároveň sledovat mezigenerační solidaritu, která se však zde snoubila s protekcí. Svým bratrům obstaral doživotní výnosné úřady olomouckého biskupství. Svého otce pak zaopatřil ve stáří a nemoci a vystrojil mu v Olomouci honosný pohřeb.
Stanislav Pavlovský byl také mecenášem kultury a umění. Dostatečně o tom svědčí biskupská sídla v Olomouci a Kroměříži, která byla za Pavlovského episkopátu významně zvelebena. Podporoval rovněž vzdělání. Jeho moravský patriotismus se nejvíce projevil při zakázce Bartoloměji Paprockému z Hlahol, kterého pověřil sepsáním monumentálního historicko-genealogického díla: Zrcadlo slavného Markrabství moravského. Pavlovského dědictví je na Moravě a zvláště pak v olomoucké diecézi dodnes v mnoha ohledech zřetelně čitelné.
V roce 1577 pořídil a vydal latinské zpracování Deníku o jízdě a putování pana Lva z Rožmitálu a z Blatné z Čech až na konec světa, které původně česky sepsal Václav Šašek z Bířkova.